# Unione Sportiva Livorno 1919-1920
Questa voce raccoglie le informazioni riguardanti l'Unione Sportiva Livorno nelle competizioni ufficiali della stagione 1919-1920.

## Stagione
L'avventura amaranto nei campionati italiani di calcio ha inizio il 23 novembre 1919 a Prato con una vittoria da urlo (0-6) in occasione dell'inaugurazione del nuovo impianto di gioco laniero. La delusione dei pratesi è tale che nessun cronista segna e fa pubblicare i nomi dei marcatori labronici. La lotta per il titolo regionale si restringe a Pisa e Livorno, con i nerazzurri che la spuntano grazie agli scontri diretti. Giunto al 1º posto della Prima Categoria Toscana insieme al Pisa, si qualificò alle semifinali interregionali: vinse il proprio girone, e riuscì a superare la Fortitudo di Roma per 3-2 nell'incontro finale giocato a Bologna il 13 giugno 1920. Disputò dunque all'Inter la vittoria del titolo nazionale, perdendo per 3-2 nella partita decisiva del 20 giugno 1920 a Bologna. Mario Magnozzi è un implacabile realizzatore e firma almeno 26 gol (numero totale incerto).

## Divise
La divisa è formata da una maglia amaranto e calzoncini neri, alcune maglie avevano sulla sinistra lo stemma della città di Livorno.
| Prima divisa |

## Rosa
| N. |                   | Ruolo | Calciatore           |
| -- | ----------------- | ----- | -------------------- |
|    | Italia (bandiera) | P     | Enzo Compare         |
|    | Italia (bandiera) | P     | Bruno Jacoponi (I)   |
|    | Italia (bandiera) | D     | Giuseppe Baratella   |
|    | Italia (bandiera) | D     | Athos Innocenti (I)  |
|    | Italia (bandiera) | C     | Tindaro Bargagna (I) |
|    | Italia (bandiera) | C     | Carlo Benedetti      |
|    | Italia (bandiera) | C     | Gino Collaveri       |
|    | Italia (bandiera) | C     | Carlo Mazzanti       |
|    | Italia (bandiera) | C     | Renato Nigiotti      |
|    | Italia (bandiera) | C     | Alberto Scardigli    |
|    | Italia (bandiera) | C     | Angelo Stiaccini     |

| N. |                   | Ruolo | Calciatore              |
| -- | ----------------- | ----- | ----------------------- |
|    | Italia (bandiera) | C     | Umberto Stolfi          |
|    | Italia (bandiera) | A     | Spartaco Bargagna (II)  |
|    | Italia (bandiera) | A     | Guglielmo Bianchi       |
|    | Italia (bandiera) | A     | Giuseppe Corte          |
|    | Italia (bandiera) | A     | Innocente Fresia (II)   |
|    | Italia (bandiera) | A     | Attilio Fresia (I)      |
|    | Italia (bandiera) | A     | Gontrano Innocenti (II) |
|    | Italia (bandiera) | A     | Gino Jacoponi (II)      |
|    | Italia (bandiera) | A     | Achille Longhi          |
|    | Italia (bandiera) | A     | Mario Magnozzi          |
|    | Italia (bandiera) | A     | Sirio Volpi             |

## Risultati

### Prima Categoria Toscana

#### Girone di andata
| Arbitro: | Chiappi (Firenze) |

|  |           |        |
|  | Marcatori | Ignoti |

| Arbitro: | Chiaramonti (Firenze) |

|                       |           |                        |
| Silvi 7’ Nencioni 43’ | Marcatori | 10’, 73’ (rig.) Fresia |

| Arbitro: | Trezzi (Milano) |

|              |           |                                   |
| Danovaro 64’ | Marcatori | 16’ Collaveri 69’ (rig.) Magnozzi |

| Arbitro: | Agostini (Firenze) |

|                |           |                         |
| Jacoponi II 2’ | Marcatori | 30’ Brioschi 88’ Scotti |

| Arbitro: | Lombardi (Firenze) |

|              |           |  |
| Magnozzi 25’ | Marcatori |  |

| Arbitro: | Merani (La Spezia) |

|                                             |           |             |
| Magnozzi 5’, 18’ Collaveri 13’ Jacoponi 13’ | Marcatori | 55’ Roggero |

| Arbitro: | Capecchi (Livorno) |

|                             |           |  |
| Magnozzi 5’ Jacoponi II 10’ | Marcatori |  |

##### Girone di ritorno
| Arbitro: | Rossi-Pucci (Firenze) |

|                                                             |           |  |
| Fresia II 15’, ?’ Magnozzi 35’, ?’, ?’ Jacoponi ?’ Fresia I | Marcatori |  |

| Arbitro: | Capecchi (Livorno) |

|                                                                             |           |              |
| Magnozzi 5’, 25’, 27’, 35’, 42’, 83’, 88’ Jacoponi 10’ Gagliardi 90’ (aut.) | Marcatori | 15’ Garzella |

| Arbitro: | Agostini (Firenze) |

|                                                                 |           |  |
| Scotti II 10’, 25’ (rig.) Tornabuoni I 60’ Merciai 65’ Pera 88’ | Marcatori |  |

| Firenze 22 febbraio 1920 9ª giornata | Libertas Firenze   | 0 – 0 | Livorno | \| Arbitro: \| Agostini (Firenze) \| |
| Arbitro:                             | Agostini (Firenze) |       |         |                                      |

| Arbitro: | Agostini (Firenze) |

|  |           |                              |
|  | Marcatori | 33’ Magnozzi 80’ Jacoponi II |

#### Semifinale B

##### Girone di andata
| Arbitro: | Ricci (Modena) |

|                                |           |                                           |
| Pizzo 10’ Tonti 30’ Lietti 85’ | Marcatori | 15’, 60’, 72’ Magnozzi 80’ (aut.) Gattoni |

| Arbitro: | Agostini (Firenze) |

|                                            |           |  |
| Jacoponi 5’ Magnozzi 10’, 47’ Nigiotti 80’ | Marcatori |  |

##### Girone di ritorno
| Arbitro: | Brambilla (Milano) |

|              |           |  |
| Jacoponi 85’ | Marcatori |  |

| Arbitro: | Campi (Livorno) |

|  |           |                                  |
|  | Marcatori | 12’, 60’ Magnozzi 67’ Bargagna I |

#### Finale centro-sud
| Arbitro: | A.Gama (Milano) |

|                        |           |                               |
| Magnozzi 20’, 38’, 68’ | Marcatori | 75’ Guidotti 85’ (rig.) Degni |

#### Finalissima
| Arbitro: | Bertazzoni (Modena) |

|                          |           |                                  |
| Agradi 12’, 34’ Aebi 45’ | Marcatori | 83’ Magnozzi 87’ (aut.) Campelli |

## Statistiche

### Statistiche di squadra
| Competizione                       | Punti | In casa | In casa | In casa | In casa | In casa | In casa | In trasferta | In trasferta | In trasferta | In trasferta | In trasferta | In trasferta | Totale | Totale | Totale | Totale | Totale | Totale | DR  |
| Competizione                       | Punti | G       | V       | N       | P       | Gf      | Gs      | G            | V            | N            | P            | Gf           | Gs           | G      | V      | N      | P      | Gf     | Gs     | DR  |
| ---------------------------------- | ----- | ------- | ------- | ------- | ------- | ------- | ------- | ------------ | ------------ | ------------ | ------------ | ------------ | ------------ | ------ | ------ | ------ | ------ | ------ | ------ | --- |
| Prima Categoria Toscana            | 16    | 5       | 4       | 0       | 1       | 22      | 2       | 5            | 3            | 1            | 1            | 10           | 6            | 10     | 7      | 2      | 1      | 32     | 10     | +22 |
| Girone B semifinale interregionale | 8     | 2       | 2       | 0       | 0       | 5       | 0       | 2            | 2            | 0            | 0            | 7            | 3            | 4      | 4      | 0      | 0      | 12     | 3      | +9  |
| Finale interregionale              | 2     | 0       | 0       | 0       | 0       | 0       | 0       | 0            | 0            | 0            | 0            | 0            | 0            | 1      | 1      | 0      | 0      | 3      | 2      | +1  |
| Finale nazionale                   | 0     | 0       | 0       | 0       | 0       | 0       | 0       | 0            | 0            | 0            | 0            | 0            | 0            | 1      | 0      | 0      | 1      | 2      | 3      | -1  |
| Totale                             | 26    | 7       | 6       | 0       | 1       | 27      | 2       | 7            | 5            | 1            | 1            | 17           | 9            | 16     | 12     | 2      | 2      | 49     | 18     | +31 |

### Statistiche dei giocatori
| Giocatore         | Prima Categoria | Prima Categoria |
| Giocatore         | Presenze        | Reti            |
| ----------------- | --------------- | --------------- |
| G. Baratella      | 14              | 0               |
| T. Bargagna (I)   | 10              | 1               |
| S. Bargagna (II)  | 10              | 0               |
| C. Benedetti      | 1               | 0               |
| G. Bianchi (II)   | 3               | 0               |
| G. Collaveri      | 16              | 1               |
| E. Compare        | 12              | -10             |
| G. Corte          | 15              | 0               |
| A. Fresia (I)     | 9               | 1               |
| I. Fresia (II)    | 1               | 0               |
| A. Innocenti (I)  | 18              | 0               |
| G. Innocenti (II) | 6               | 0               |
| B. Jacoponi (I)   | 6               | -8              |
| G. Jacoponi (II)  | 18              | 9               |
| A. Longhi         | 15              | 0               |
| M. Magnozzi       | 18              | 29              |
| C. Mazzanti       | 7               | 0               |
| R. Nigiotti       | 12              | 1               |
| A. Scardigli      | 1               | 0               |
| A. Stiaccini      | 4               | 0               |
| U. Stolfi         | 1               | 0               |
| S. Volpi          | 1               | 0               |